# キング・ユースネヴィチ・アンド・ヒズ・ユースネヴィチトーンズ
キング・ユースネヴィチ・アンド・ヒズ・ユースネヴィチトーンズ (King Uszniewicz and His Uszniewicztones)は、アメリカ合衆国のガレージ・ロックバンド。媒体によっては、キング・ユースネヴィチ・アンド・ザ・ユースネヴィチトーンズ(King Uszniewicz and the Uszniewicztones)との表記がなされることもある。

## 概要
1969年からデトロイトのボウリング場を拠点に活動していたとされるロックバンド。バンド名はリードボーカルおよびテナー・サックスを担当していた「キング」ことアーニー・ユースネヴィチから取られており、1979年に演奏拠点としていたボウリング場が火災で閉鎖となったことで解散したとされている。不適切なチューニング、粗雑な演奏、音が外れたボーカルなど技術的にはきわめて稚拙ながら、勢いのある破壊的演奏が特徴である。1984年にロック歌手・音楽評論家のカブ・コーダが雑誌等を通じて紹介したことがきっかけとなり、米国を中心にカルト的人気を博した。

## 真相
本バンドの正体は、このバンドを「見出した」カブ・コーダ（出生時の名前は"Michael Uszniewicz"）が、レコードコレクターを引っかける目的で創作したいたずらであったとされる。
コーダは彼のバンド"Brownsville Station"のローディー（運搬・設営スタッフ）と共に、各自が演奏できない楽器をあえて担当するという条件でバンドを編成し、「ひどいサウンドのオールディーズバンド」に似せた曲を録音した。その録音から1960-70年代のレコードを装った数百枚のLPレコードを密かにプレスし、バンドのツアーで訪れた各地のリサイクルショップにレコードを放流した。その後、カブはこのバンドについて「モーター・シティのボーリング場で演奏しているところを発見し、その破壊的なサウンドに打ちのめされてスタジオに連れて行き数曲を録音させた」という架空のストーリーをでっち上げ、中古レコード雑誌などを介して音楽マニアやレコードコレクターに紹介した。
カブの広げた法螺話は米国の音楽マニアの間でじわじわと広まり、1989年に発売されたLP「ティーンエイジ・ダンス・パーティー」はオール・ミュージック紙より5段階中4.5の高い評価を獲得し、その後も計4枚のレコードが発売されるなどしてこの架空のバンドは「史上最悪のロック・バンド」としてカルト的人気を博すに至った。このいたずらの真相はカブ・コーダの死の直後、オンラインマガジン『コスミック・デブリ』の2000年7月号に掲載された追悼文ではじめて明らかにされた。
カブ・コーダの姉アンドレアによると、レコードのジャケットに使われているリードボーカルの「アーニー・"キング"・ユースネヴィチ」の写真は、カブの父親のものである。「ユースネヴィチ」はカブの父親が1957年に一家の姓を「コーダ」へと改めるまでカブ自身の姓でもあった。「キング・ユースネヴィチ」の「キング」は、ルーマニアからポーランドを経て米国に移住したカブの祖父アンドリュー・ユースネヴィチが、ビーズのついた王冠のような帽子をかぶるのを好んだことから取られた。

## 言及
『タモリ倶楽部』2011年6月11日放映の「勝ち抜き歌ヘタ合戦」という企画で、フローレンス・フォスター・ジェンキンスやタンジェラ・トリコリやシャッグスと並び、キング・ユースネヴィチ＆ヒズ・ユースネヴィチトーンズも紹介された。

## ディスコグラフィ
いずれもLPレコードとして発売。2025年4月現在、Teenage Dance Party、Twistin' and Bowlin'、Battle Of The Bandsの3アルバムはApple MusicやYouTubeで聴くことが可能である。
- ティーンエージ・ダンス・パーティ（Teenage Dance Party） - 1989年
- ツイスティン・アンド・ボウリン（Twistin' and Bowlin'） - 1991年
- ドゥイーン・ザ・ウーウー（Doin 'The Woo-Hoo） - 1994年
- バトル・オブ・ザ・バンズ（Battle Of The Bands） - 2011年[9]